# .303 British
.303 British (англ. three-o-three також знаний як: 7.7mmx56R) — гвинтівковий унітарний патрон, який був основним патроном британської армії з 1889 по 1960 рр. Патрон має гільзу пляшкової форми із закраїною, яка виступає.
Патрон спочатку був прийнятий на озброєння Британської армії в 1889 році, споряджений зарядом димного пороху і оболонковою кулею з тупим кінцем. Трохи пізніше патрон був переведений на кордит (бездимний порох) та на початку XX століття на варіант з гострокінцевою кулею Mk.VII.
Застосовувався у гвинтівках Лі-Енфілд, а також кулеметах «Льюїс» і «Віккерс». .303 British досі застосовується як спортивний патрон.

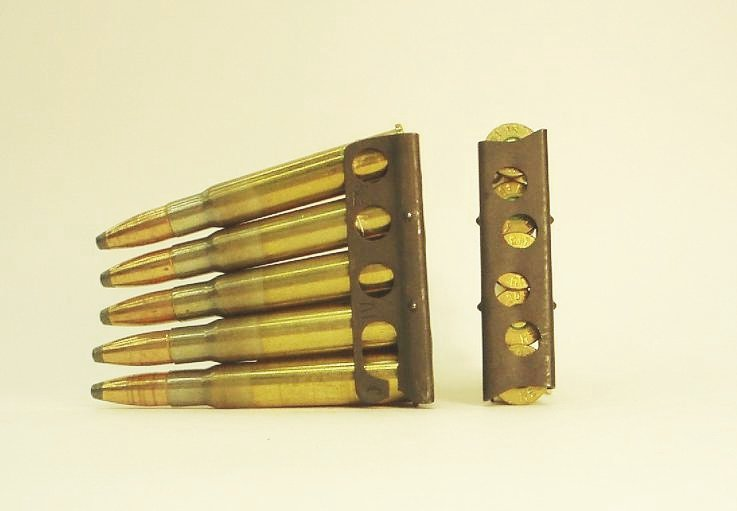
спортивний патрон типу Дум-дум
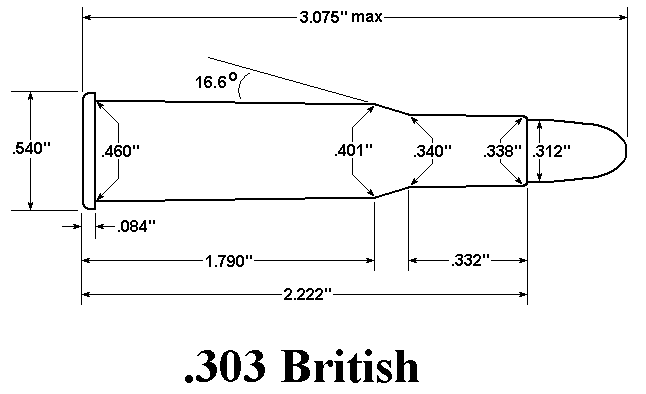
Розміри патрона .303 British